# Dubovec, Slovacia
Dubovec este o comună slovacă, aflată în districtul Rimavská Sobota din regiunea Banská Bystrica, pe malul râului Rimava⁠(d). Localitatea se află la altitudinea de 171 m deasupra n.m., se întinde pe o suprafață de 9,2 km2 și în 2017 număra 537 de locuitori. Se învecinează cu Šimonovce, Širkovce și Chrámec.

## Istoric
Localitatea Dubovec este atestată documentar din 1260.

## Demografie
| An:                | 1994 | 2004    | 2014   | 2024   |
| ------------------ | ---- | ------- | ------ | ------ |
| Număr de persoane: | 463  | 546     | 551    | 517    |
| Diferență:         |      | +17,92% | +0,91% | −6,17% |

| An:                | 2023 | 2024   |
| ------------------ | ---- | ------ |
| Număr de persoane: | 497  | 517    |
| Diferență:         |      | +4,02% |